# JFA 第25回全日本U-18女子サッカー選手権大会
JFA 第25回全日本U-18女子サッカー選手権大会は、2022年1月4日から2022年1月10日にかけて開催された、JFA 全日本U-18女子サッカー選手権大会である。

## 参加チーム
| - 北海道（1） - クラブフィールズ・リンダ - 東北（1） - マイナビ仙台レディースユース - 関東（5） - 日テレ・東京ヴェルディメニーナ - 浦和レッドダイヤモンズレディースユース - ノジマステラ神奈川相模原ドゥーエ - 1FC川越水上公園メニーナ - スフィーダ世田谷FCユース - 北信越（1） - アルビレックス新潟レディースU-18 | - 東海（1） - 清水フットボールクラブ女子 - 関西（2） - INAC神戸レオンチーナ - セレッソ大阪堺ガールズ - 中国（2） - Solfiore FC 作陽 - 福山ローザスレディース - 四国（1） - 愛媛FCレディースMIKAN - 九州（2） - ANCLASノーヴァ - 大分トリニータレディース |

## 日程・結果

### 1回戦
| #1 | 2022年1月4日 11:00 |

| 日テレ・東京ヴェルディメニーナ                 | 2 - 2          | 大分トリニータレディース              |
| 鈴木温子 28分 · 小島世里 60分                  | 公式記録 (PDF) | 秋月来望 4分 · 西田愛奈 66分          |
|                                                | PK戦           |                                       |
| 小島世里 新宮さくら 梅本恵 朝生珠実 須長穂乃果 | 5 - 3          | 園ひなの 田野愛華 久保花暖 藤内なぎさ |

| J-GREEN堺 S2 観客数: 50人 主審: 大谷美瑛 |

| #2 | 2022年1月4日 11:00 |

| Solfiore FC 作陽 | 0 - 6          | セレッソ大阪堺ガールズ                                                                 |
|                  | 公式記録 (PDF) | 吉田琉衣 2分 · 木下日菜子 15分 · 北原朱夏 33分, 59分 · 栗本悠加 55分 · 中村心乃葉 89分 |

| J-GREEN堺 S5 観客数: 200人 主審: 曽我忍 |

| #3 | 2022年1月4日 11:00 |

| 1FC川越水上公園メニーナ | 0 - 1          | アルビレックス新潟レディースU-18 |
|                         | 公式記録 (PDF) | 田中聖愛 85分                    |

| J-GREEN堺 S3 観客数: 100人 主審: 村井良輔 |

| #4 | 2022年1月4日 11:00 |

| クラブフィールズ・リンダ | 0 - 6          | スフィーダ世田谷FCユース                                                  |
|                          | 公式記録 (PDF) | 遠山瑠菜 12分, 43分, 47分 · 水本華 23分 · 小熊藤子 26分 · 島崎紗弥風 79分 |

| J-GREEN堺 S4 観客数: 50人 主審: 岡宏道 |

| #5 | 2022年1月4日 13:30 |

| ノジマステラ神奈川相模原ドゥーエ                                                                         | 8 - 0          | 福山ローザスレディース |
| 笹井一愛 6分, 25分 · 根府桃子 12分, 45分 · 宇都木希美 18分 · 小高夢 53分 · 木竜有姫 84分 · 西郡茉優 89分 | 公式記録 (PDF) |                        |

| J-GREEN堺 S2 観客数: 70人 主審: 安浪陽子 |

| #6 | 2022年1月4日 13:30 |

| INAC神戸レオンチーナ                                                                                      | 8 - 0          | 清水フットボールクラブ女子 |
| 栫井美和子 37分, 78分 · 48分 (OG) · 中平怜那 52分 · 森下美空 59分 · 名越杏香 71分, 90+2分 · 池田春菜 81分 | 公式記録 (PDF) |                            |

| J-GREEN堺 S5 観客数: 140人 主審: 伊藤実奈子 |

| #7 | 2022年1月4日 13:30 |

| 三菱重工浦和レッズレディースユース | 1 - 0          | 愛媛FCレディースMIKAN |
| 西尾葉音 52分                      | 公式記録 (PDF) |                       |

| J-GREEN堺 S3 観客数: 110人 主審: 岩本毬花 |

| #8 | 2022年1月4日 13:30 |

| マイナビ仙台レディースユース                                                                     | 6 - 1          | ANCLASノーヴァ |
| 貝尾千夏 8分 · 宗形みなみ 12分 · 大髙心 37分 · 石坂咲樹 45分 · 佐々木未唯 56分 · 鎌田くるみ 72分 | 公式記録 (PDF) | 山下藍 24分    |

| J-GREEN堺 S4 観客数: 40人 主審: 上田千尋 |

### 2回戦
| #9 | 2022年1月6日 11:00 |

| 日テレ・東京ヴェルディメニーナ | 0 - 7          | セレッソ大阪堺ガールズ                                                                  |
|                                | 公式記録 (PDF) | 15分 (OG) · 米田博美 28分 · 古田麻子 50分 · 北原朱夏 54分, 55分, 57分 · 木下日菜子 90分 |

| J-GREEN堺 S2 観客数: 110人 主審: 安浪陽子 |

| #10 | 2022年1月6日 11:00 |

| アルビレックス新潟レディースU-18 | 2 - 3          | スフィーダ世田谷FCユース                  |
| 長崎咲弥 39分 · 田中聖愛 90+2分  | 公式記録 (PDF) | 小熊藤子 46分 · 清水愛 60分 · 川村平 70分 |

| J-GREEN堺 S5 観客数: 100人 主審: 上田千尋 |

| #11 | 2022年1月6日 13:30 |

| ノジマステラ神奈川相模原ドゥーエ | 2 - 0          | INAC神戸レオンチーナ |
| 笹井一愛 51分, 77分              | 公式記録 (PDF) |                      |

| J-GREEN堺 S2 観客数: 90人 主審: 岩本毬花 |

| #12 | 2022年1月6日 13:30 |

| 三菱重工浦和レッズレディースユース           | 1 - 1          | マイナビ仙台レディースユース                 |
| 角田楓佳 72分                                | 公式記録 (PDF) | 貝尾千夏 28分                                |
|                                              | PK戦           |                                              |
| 西尾葉音 岡村來佳 竹内愛未 西村紀音 平中響乃 | 5 - 4          | 宗形みなみ 石坂咲樹 貝尾千夏 塚原花 大槻桃華 |

| J-GREEN堺 S5 観客数: 90人 主審: 伊藤実奈子 |

### 準決勝
| #13 | 2022年1月8日 11:00 |

| セレッソ大阪堺ガールズ          | 2 - 0          | スフィーダ世田谷FCユース |
| 木下日菜子 49分 · 和田麻希 62分 | 公式記録 (PDF) |                          |

| J-GREEN堺 S1 観客数: 250人 主審: 上田千尋 |

| #14 | 2022年1月8日 13:30 |

| ノジマステラ神奈川相模原ドゥーエ | 2 - 3          | 三菱重工浦和レッズレディースユース  |
| 笹井一愛 13分 · 柴田瞳 69分      | 公式記録 (PDF) | 西尾葉音 44分, 50分 · 平中響乃 85分 |

| J-GREEN堺 S1 観客数: 190人 主審: 山内恵美 |

### 決勝
| #15 | 2022年1月10日 11:00 |

| セレッソ大阪堺ガールズ       | 2 - 1          | 三菱重工浦和レッズレディースユース |
| 和田麻希 5分 · 吉田琉衣 74分 | 公式記録 (PDF) | 西尾葉音 13分 (PK)                 |

| J-GREEN堺 S1 観客数: 510人 主審: 岩本毬花 |